# Lusaka (provins)

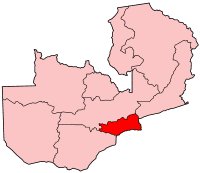
Provinsens läge i Zambia.

Lusaka är en av Zambias provinser med 1 391 329 invånare (2000) på en yta av 21 896 km². Provinshuvudstad är Lusaka, som också är landets huvudstad. Nationalparken Lower Zambezi National Park ligger i provinsen.

## Distrikten

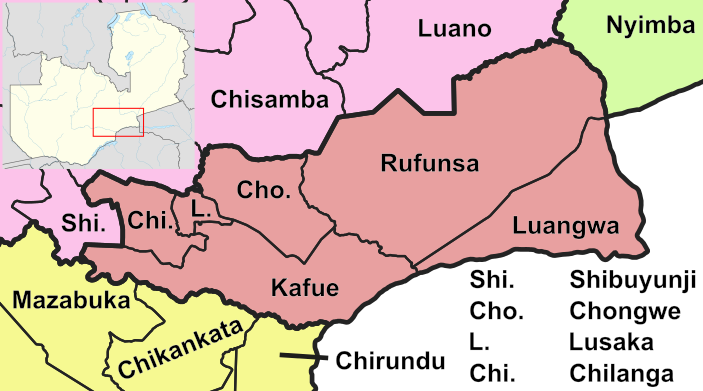
Distrikt i provinsen (2022).

Provinsen delas in i distrikten:
- Chilanga
- Chongwe
- Kafue
- Luangwa
- Lusaka
- Rufunsa